# Primera cascada del Nil
La primera cascada del Nil era la cascada situada més septentrional de les que forma el riu Nil al llarg del seu recorregut. Des del seu naixement, l'anomenada primera cascada és la darrera que es troba en direcció a la desembocadura a la mar Mediterrània, i se situava en l'actual territori d'Egipte, prop d'on avui hi ha la presa d'Assuan (Aswan).
A la rodalia de la primera cascada, es trobava Elefantina, i el temple de Files.